# Cookin' with the Miles Davis Quintet
 (août 2022).
Si vous disposez d'ouvrages ou d'articles de référence ou si vous connaissez des sites web de qualité traitant du thème abordé ici, merci de compléter l'article en donnant les références utiles à sa vérifiabilité et en les liant à la section « Notes et références ».
Albums de Miles Davis
The New Miles Davis Quintet
(1955) Relaxin' with the Miles Davis Quintet
(1957)
Cookin' with the Miles Davis Quintet est un album de Miles Davis enregistré en 1956. Les deux séances marathons du 11 mai et du 26 octobre 1956 ont donné naissance à cet album et à trois autres, Relaxin' with the Miles Davis Quintet, Steamin' with the Miles Davis Quintet et Workin' with the Miles Davis Quintet, pour conclure le contrat Prestige. Ce fut le premier des quatre à paraître. Les publications seront étalées sur 5 ans.

Les enregistrements ont une inspiration quasi Live avec John Coltrane dans un quintet en état de grâce. À la fin des enregistrements Coltrane sombra dans la spirale de la drogue, Miles qui avait là sa formation de rêve, dut s’en séparer.

## Titres
| Piste | Titre du morceau            | Composé par                     | Durée |
| ----- | --------------------------- | ------------------------------- | ----- |
| 1.    | My Funny Valentine          | Richard Rodgers, Lorenz Hart    | 6:00  |
| 2.    | Blues by Five               | Red Garland                     | 9:56  |
| 3.    | Airegin                     | Sonny Rollins                   | 4:24  |
| 4.    | Tune-Up/When Lights Are Low | Benny Carter et Cootie Williams | 13:02 |

## Séances
Toutes les pistes sont de la session du 26 octobre 1956. Studio Van Gelder à Hackensack, New Jersey.

## Quintet
- Miles Davis - trompette
- John Coltrane - saxophone ténor, sauf titre 1.
- Philly Joe Jones - batterie
- Red Garland - piano
- Paul Chambers - basse